# مانويل بوكوالد
مانويل بوكوالد هو عالم وراثة كندي، ولد في 7 يونيو 1940 في ليما في بيرو.